# Helen Zughaib
Helen Zughaib, née en 1959 à Beyrouth, est une artiste peintre et multimédia libanaise, vivant à Washington.

## Biographie
Helen Zughaib est la fille d'un fonctionnaire du département d'État. Sa famille quitte le Liban en 1975, en raison de l'éclatement de la guerre civile libanaise.
Adolescente, elle s’installe en Europe, et intègre un lycée parisien. Elle déménage ensuite pour les États-Unis, afin d’étudier les arts visuels et arts du spectacle à l'université de Syracuse. En qualité d’artiste, son principal support d’expression est la gouache, mais elle réalise également des installations de médias mixtes.
En tant que femme arabo-américaine, Helen Zughaib estime que son expérience au Moyen-Orient lui permet d'aborder les expériences qu'elle vit en Amérique, d'une manière unique, en restant observatrice des cultures arabe et américaine. Elle pense que les arts sont l'un des outils les plus importants les personnes disposent pour contribuer à façonner et à favoriser le dialogue et les idées positives sur le Moyen-Orient.

## Carrière artistique
Les œuvres graphiques d’Helen Zughaib commentent l'identité culturelle, la vie familiale, la situation critique des réfugiés et des personnes déplacées au Moyen-Orient, le printemps arabe et la guerre civile libanaise,,.
Dans la série de vingt-trois tableaux intitulée Stories My Father Told Me, elle s’appuie sur les contes populaires et l'histoire familiale que son père libanais lui a racontés au fil des ans, et illustre de nombreuses histoires de migration humaine et de déplacement de population. La série complète est présentée au Musée national arabo-américain de Dearborn, en 2015,.
Son style artistique combine une variété de références et d'influences historiques de l'art, y compris le postimpressionnisme et le pop art, avec des motifs d'art orientaux, des motifs géométriques et des arabesques florales,. L'espoir, la guérison et la spiritualité sont tous des thèmes qui sont tissés dans son travail.
En 2008, Helen Zughaib est l'émissaire culturelle des États-Unis en Cisjordanie, et en Palestine. En 2009, elle est invitée en Suisse dans le cadre du programme des conférenciers et spécialistes du Département d'État.
Ses œuvres sont notamment intégrées aux collections de la Maison Blanche, la Banque mondiale, la Bibliothèque du Congrès ou le Musée national arabo-américain,,,.

## Reconnaissance
Le président Barack Obama a offert l'une de ses œuvres au premier ministre irakien, Nouri al-Maliki, lors de sa visite officielle à la Maison Blanche, et la secrétaire d'État, Hillary Clinton, a elle confié un tableau au roi du Maroc, Mohammed VI.

## Expositions
Parmi une liste non exhaustive :
- Helen Zughaib: Migrations, National Trust for Historic Preservation,The President Woodrow Wilson House, 23 mai - 28 juillet 2019[14]
- Stories My Father Told Me, Boulder Museum of Contemporary Art, 21 août - 22 novembre 2019[13]